# Remaufens
Remaufens (Remôfin  en patois fribourgeois) est une localité et une commune suisse du canton de Fribourg, située dans le district de la Veveyse.

## Géographie
La commune de Remaufens mesure 5,91 km2. 6,6 % de cette superficie correspond à des surfaces d'habitat ou d'infrastructure, 67,7 % à des surfaces agricoles, 25,3 % à des surfaces boisées et 0,3 % à des surfaces improductives.
Remaufens est limitrophe d'Attalens et Châtel-Saint-Denis ainsi que Corsier-sur-Vevey, Maracon et Oron dans le canton de Vaud.

## Histoire
Séparé de Châtel-St-Denis en 1806.

## Évolution de la population
Remaufens compte 1 288 habitants au 31 décembre 2022 pour une densité de population de 218 hab/km2. Sur la période 2010-2019, sa population a augmenté de 27,7 % (canton : 15,5 % ; Suisse : 9,4 %).  